# Logic Express
Logic Express è un programma per computer sviluppato da Apple. Il programma è basato su Logic Pro ed è un programma di creazione musicale funzionante su macOS. Apple annunciò l'esistenza del programma il 15 gennaio 2004 e la commercializzazione effettiva si ebbe nel marzo del 2004. Il programma è indirizzato a un musicista semi professionista o a un utente evoluto che si sente limitato dagli strumenti di GarageBand ma nel contempo non dispone dei fondi necessari per comprare Logic Pro.
Logic Express è progettato per includere un numero limitato di caratteristiche professionali a un costo competitivo. Tra le caratteristiche vi sono l'inclusione di 28 effetti, il supporto di plug-in e campioni strumentali, il supporto di 48 tracce simultanee e la gestione di campioni con frequenza di 96 kHz. In aggiunta Apple fornisce tre strumenti sintetizzati. Il prezzo al pubblico in Europa è di 299 euro (189 con lo sconto Educational per gli studenti).
L'interfaccia grafica di Logic Express è simile a quella di Logic Pro, questo per permettere un eventuale semplice migrazione degli utenti verso Logic Pro e se gli utenti ne sentissero la necessità.
Un paio di anni prima della presentazione della famiglia di programmi Logic, Apple acquisì l'azienda Emagic. Questa azienda era specializzata in musica elettronica e i programmi della serie Logic sono una diretta conseguenza di quella acquisizione.